# Caroline Aaron
Caroline Aaron (Richmond, Virginia; 7 de agosto de 1952) es una actriz y productora de películas estadounidense.

## Vida personal
Aaron nació como Caroline Sidney Abady en Richmond, Virginia y es de herencia judía. 
Su madre, Nina Abady, fue activista de derechos civiles. Aaron cursó sus estudios universitarios en la American University en Washington D. C., donde estudió artes escénicas. En 1981, Aaron se casó con James Foreman, con quien tiene dos hijos. Su hermana mayor, Josephine Abady, directora y productora de teatro, murió de cáncer de mama en 2002, a la edad de 50.

## Filmografía
- 1986, Heartburn
- 1989, Crimes and Misdemeanors
- 1990, Edward Scissorhands
- 1990, Alice
- 1992, This is My Life
- 1993, Sleepless in Seattle
- 1996, House Arrest
- 1997, Deconstructing Harry
- 1998, Primary Colors
- 1999, Anywhere but Here
- 2000, Bounce
- 2001, Joe Dirt
- 2001, Never Again
- 2002, Pumpkin
- 2004, Along Came Polly
- 2004, Cellular
- 2005, Just Like Heaven
- 2006, Grilled
- 2007, Nancy Drew
- 2008, Surveillance
- 2009, Finding Bliss
- 2009, Love Hurts
- 2012, 21 Jump Street
- 2023, Theater Camp[8]